# Torneo de Múnich 2025
El BMW Open 2025 fue un torneo de tenis que perteneció a la ATP en la categoría de ATP Tour 500. Se disputó desde el 14 hasta el 20 de abril de 2025 sobre polvo de ladrillo en el MTTC Iphitos en Múnich (Alemania).

## Distribución de puntos
| Modalidad            | Campeón | Finalista | Semifinales | Cuartos de final | 2.ª ronda | 1.ª ronda | Clasificados | 2.ª ronda de clasificación | 1.ª ronda de clasificación |
| Individual masculino | 500     | 330       | 200         | 100              | 50        | 0         | 25           | 13                         | 0                          |
| Dobles masculino     | 500     | 300       | 180         | 90               | –         | –         | 45           | 25                         | 0                          |

## Cabezas de serie

### Individuales masculino
| Tenista               | Ranking | Preclasificado |
| Alexander Zverev      | 2       | 1              |
| Ben Shelton           | 14      | 2              |
| Félix Auger-Aliassime | 19      | 3              |
| Ugo Humbert           | 20      | 4              |
| Francisco Cerúndolo   | 22      | 5              |
| Jakub Mensik          | 23      | 6              |
| Jiří Lehečka          | 28      | 7              |
| Denis Shapovalov      | 29      | 8              |

- Ranking del 7 de abril de 2025.[2]

### Dobles masculino
| Tenista                            | Ranking | Preclasificado |
| Kevin Krawietz Tim Puetz           | 17      | 1              |
| Marcel Granollers Horacio Zeballos | 21      | 2              |
| Christian Harrison Evan King       | 51      | 3              |
| Jamie Murray Rajeev Ram            | 52      | 4              |

## Campeones

### Individual masculino
Alexander Zverev venció a  Ben Shelton por 6-2, 6-4

### Dobles masculino
André Göransson /  Sem Verbeek vencieron a  Kevin Krawietz /  Tim Puetz por 6-4, 6-4